# Hôtel Gray d'Albion
L'hôtel Gray d'Albion est un hôtel de luxe de catégorie 4 étoiles, construit dans un style moderne et contemporain dans le centre-ville de Cannes (Côte d'Azur) en France. Il appartient à la Société fermière du casino municipal de Cannes, filiale du Groupe Barrière.

## Localisation

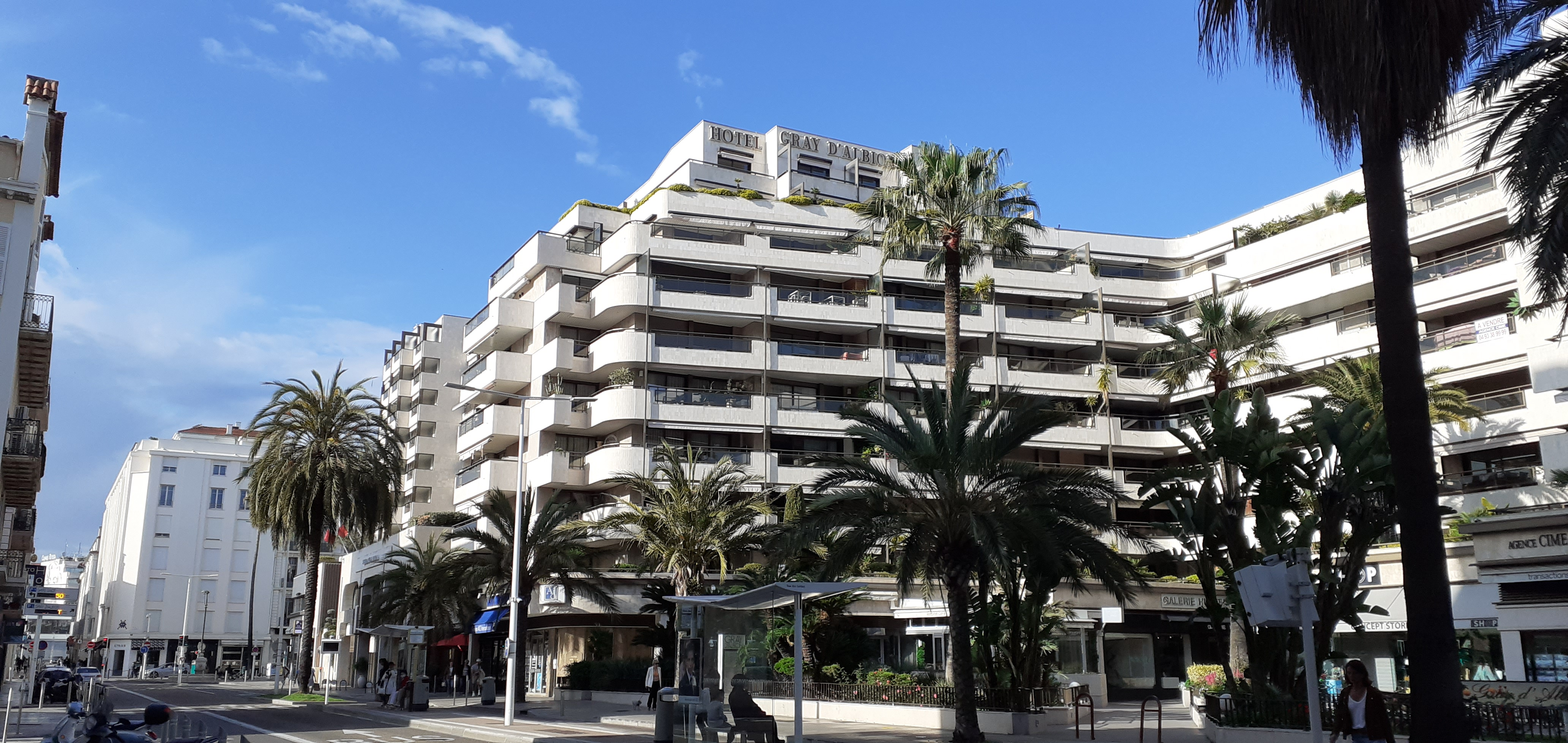
L'hôtel Gray d'Albion vu de la rue des Serbes.

L'hôtel Gray d'Albion est situé rue des Serbes dans le centre de la ville de Cannes, quartier Centre - Croisette, entre le boulevard de la Croisette et la rue d'Antibes.

## Histoire
L’histoire commence en 1863, avec le développement du tourisme pour l’aristocratie européenne, Anglais en tête. L’hôtel pension Gray voit le jour au milieu d’un champ de vignes et de figuiers, entre la rue d’Antibes et le boulevard de l’Impératrice
qui deviendra, après la chute du Second Empire, la Croisette. Onze ans plus tard, le Gray fusionne avec un établissement voisin : l’Hôtel Albion.
Dans les années 1920, son propriétaire consacre une partie du parc à la construction d’une galerie marchande, les Galeries fleuries, qui accueillent des cafés chics et des boutiques de luxe.
L’après-guerre va mettre un terme à cette belle épopée et le Gray & Albion décline lentement.
En 1973, les architectes L. de Hoym, Demariven, Dorten et Jougleux remplacent tout par un ensemble immobilier pour le promoteur SEFRI CIME. Cet ensemble se compose d'une galerie commerciale, d'une résidence de luxe, de parkings publics et privés et bien sûr, d'un nouvel hôtel. Inauguré en 1980 par le président Valéry Giscard d'Estaing, il conserve le nom de son prédécesseur : l’hôtel Gray d’Albion.
L'hôtel intègre la Société fermière du casino municipal de Cannes en 1991.